# Georgetown (Massachusetts)
Georgetown ist eine Kleinstadt im Essex County des Bundesstaats Massachusetts in den Vereinigten Staaten. Das U.S. Census Bureau hat bei der Volkszählung 2020 eine Einwohnerzahl von 8470 ermittelt.

## Geografie
Georgetown liegt etwa 10 Meilen (16 km) östlich von Lawrence und 28 Meilen (45 km) nördlich von Boston, nördlich des Zentrums von Essex County. Es liegt etwa 30 Minuten nördlich von Boston. Sie grenzt im Nordwesten an Groveland, im Nordosten an Newbury, im Südosten an Rowley und im Südwesten an Boxford. Die Interstate 95 durchquert die östliche Hälfte der Stadt, mit einer Ausfahrt innerhalb der Stadt.

## Geschichte
Georgetown wurde ursprünglich 1639 als Teil der Stadt Rowley durch den Reverend Ezekiel Rogers besiedelt. Die Stadt erstreckte sich zu dieser Zeit von der Atlantikküste bis zum Merrimack River, südlich von Newbury und nördlich von Ipswich. Mehrere Bauern, die in der westlichen Hälfte der Siedlung geeignetes Weideland vorfanden, begannen Mitte des 17. Jahrhunderts, sich entlang des Penn Brooks anzusiedeln und gründeten die West Parish von Rowley. Obwohl das Dorf nicht direkt in den King Philip’s War verwickelt war, wurde es dennoch Opfer von Indianerangriffen. Das Dorf, das unter dem Namen New Rowley bekannt wurde, wuchs viele Jahre lang, mit kleinen Mühlen und schließlich einer Schuhfabrik, die sich in der Stadt ansiedelte. Im Jahr 1838 war die Stadt groß genug für eine eigene Gemeindegründung und wurde in Georgetown umbenannt. Heute ist die Stadt hauptsächlich ein Wohngebiet, ein entfernter Vorort von Bostons North Shore.

## Demografie
Laut einer Schätzung von 2019 leben in Georgetown 8768 Menschen. Die Bevölkerung teilt sich im selben Jahr auf in 95,8 % Weiße, 0,8 % Afroamerikaner, 0,4 % amerikanische Ureinwohner, 1,2 % Asiaten und 1,2 % mit zwei oder mehr Ethnizitäten. Hispanics oder Latinos aller Ethnien machten 3,5 % der Bevölkerung aus. Das mittlere Haushaltseinkommen lag bei 128.466 US-Dollar und die Armutsquote bei 3,1 %.